# پای شیر جویباری
پای شیر جویباری (نام علمی: Alchemilla fluminea) یک گونه از سرده پای شیر از خانواده یا تیرهٔ گلسرخیان است.